# Astronium graveolens
Astronium graveolens är en sumakväxtart som beskrevs av Nikolaus Joseph von Jacquin. Astronium graveolens ingår i släktet Astronium och familjen sumakväxter. Inga underarter finns listade i Catalogue of Life.